# Spencerhydrus
Spencerhydrus is een geslacht van kevers uit de familie  waterroofkevers (Dytiscidae).
Het geslacht is voor het eerst wetenschappelijk beschreven in 1882 door Sharp.

## Soorten
Het geslacht omvat de volgende soorten:
- Spencerhydrus latecinctus Sharp, 1882
- Spencerhydrus pulchellus Sharp, 1882